# Freiherren von Racknitz

Stammwappen derer von Racknitz

Racknitz ist der Name eines steirischen Uradelsgeschlechts, das seit dem 17. Jahrhundert in Südwestdeutschland ansässig ist.

## Geschichte
Das Geschlecht stammt ursprünglich aus der Steiermark und ist nach seinem Stammhaus Ragnitzegg in Groß Sankt Florian an der Laßnitz benannt. Urkundlich erscheint es erstmals am 1. Oktober 1224 mit Heinricus de Rackniz und beginnt seine Stammreihe mit Hermann von Racknitz, der von 1374 bis 1379 urkundlich auftritt. Ein Christoph von Racknitz war um 1500 Berater des römisch-deutschen Königs und späteren Kaisers Maximilian I.
Gallus Freiherr von Racknitz erbte über seine Mutter Magdalena von Pernegg 1576 die Herrschaft und das Schloss Pernegg, das seine Erben 1629 verkauften, als sie als protestantische Exulanten kurz nach der Schlacht am Weißen Berg die Steiermark verließen, gleichzeitig mit vielen anderen Adelsgeschlechtern. Der Reichsfreiherrenstand wurde in Graz am 14. März 1553 den Brüdern Gallus und Moritz von Ragknitz erteilt, die österreichische Freiherrenbestätigung und Wappenvereinigung mit dem der ausgestorbenen von Perneck erfolgte am 21. August 1570 für Christoph und Gallus von Racknitz, Söhne des vorgenannten Moritz.

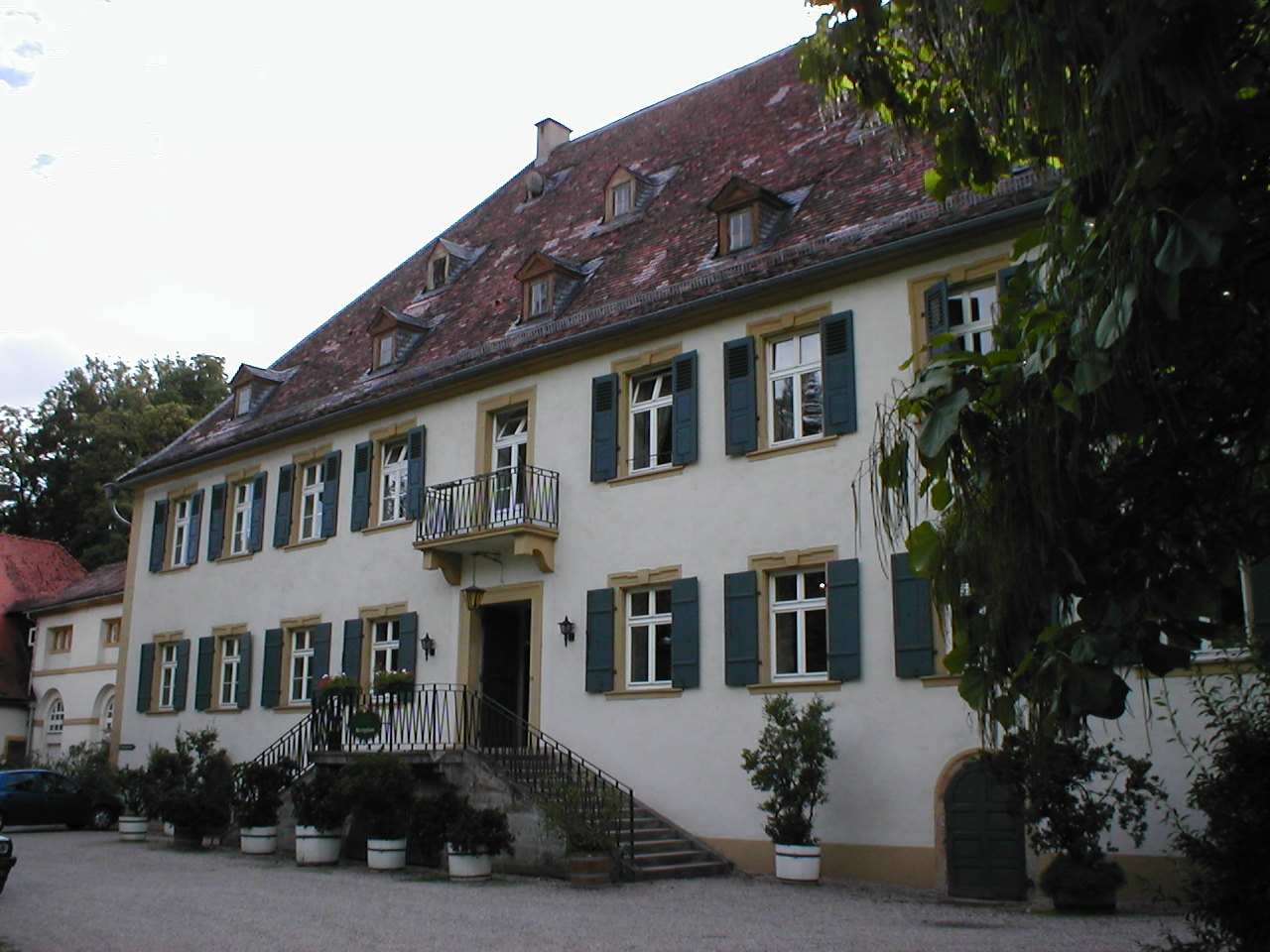
Schloss Heinsheim am Neckar

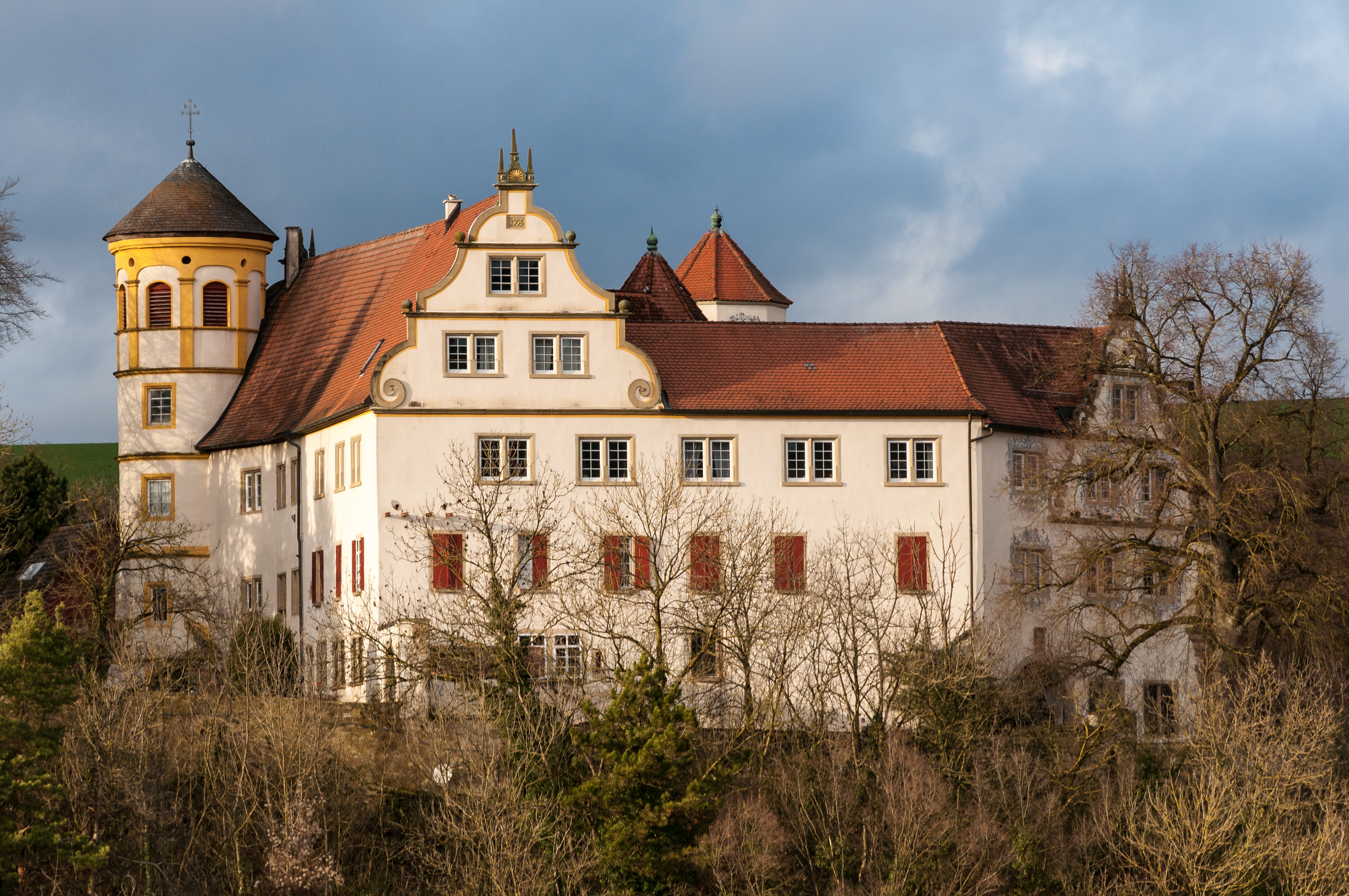
Burg Laibach im Hohenlohekreis, Baden-Württemberg

Im Jahr 1644 zog Moritz Freiherr von Racknitz, der in Preßburg ansässig war, wegen der dort grassierenden Pest mit seiner Familie an den Wiener Kaiserhof; dort mögen Kontakte mit den Nachfahren des einstigen Reichspfennigmeisters Zacharias Geizkofler geknüpft worden sein, da Moritzens Neffe Septimius von Racknitz 1667 Ferdinand Geizkoflers Witwe Maria Polyxena, geb. von Täuffenbach, und Moritzens Sohn Christoph Erasmus deren Tochter aus erster Ehe, Maria Elisabetha Geizkofler, heirateten. Über diese, die Erbtochter war, gelangte neben dem beträchtlichen Geizkofler’schen Vermögen die in Schwaben gelegene reichsfreie Herrschaft Haunsheim an die Racknitz, in deren Händen sie bis 1823 blieb. 1675 erwarb Christoph Erasmus von Racknitz von den verwandten Freiherren von Weltz die benachbarte Herrschaft Bergenweiler.
Christoph Erasmus’ Sohn Philipp Wilhelm erheiratete 1721 die Herrschaft Heinsheim in Baden und erwarb vom Bistum Worms 1727 alle dazugehörigen Rechte. Er gründete die bis heute blühende Linie des Adelsgeschlechts.
Haunsheim hingegen kam zunächst an die Nachkommen von Christoph Erasmus’ zweitem Sohn Johann Friedrich, später an den Enkel Philipp Wilhelms aus der Heinsheimer Linie, Eugen Freiherr von Racknitz. Dessen Nachkommen verkauften Haunsheim im Jahre 1823 an den Bankier Johann Gottlieb Freiherr von Süßkind.
Die Heinsheimer Racknitz erwarben 1805 vom Landgrafen von Hessen (dem Rechtsnachfolger des Wormser Stifts) die benachbarte Burg Ehrenberg sowie das Dorf Zimmerhof. Schloss Heinsheim und Burg Ehrenberg befinden sich bis heute im Besitz der Familie, die im Schloss ein Hotel betreibt und in der Vorburg der Burg wohnt. Familiengrablegen befinden sich sowohl bei der Bergkirche Heinsheim als auch in der Kirche zu Haunsheim.
Verwandtschaftliche Beziehungen der Heinsheimer Linie bestanden zu den Häusern Gemmingen, Degenfeld, Löwenstein-Wertheim und Göler.
Seit 1777 befindet sich die Burg Laibach im Hohenlohekreis im Besitz der Familie.

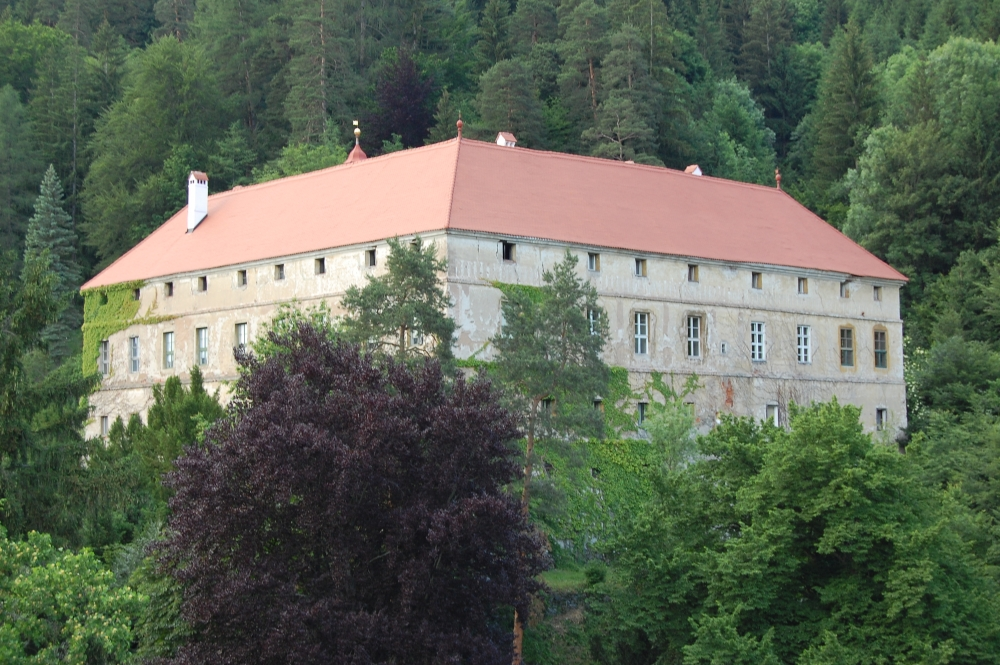
Schloss Pernegg, Steiermark
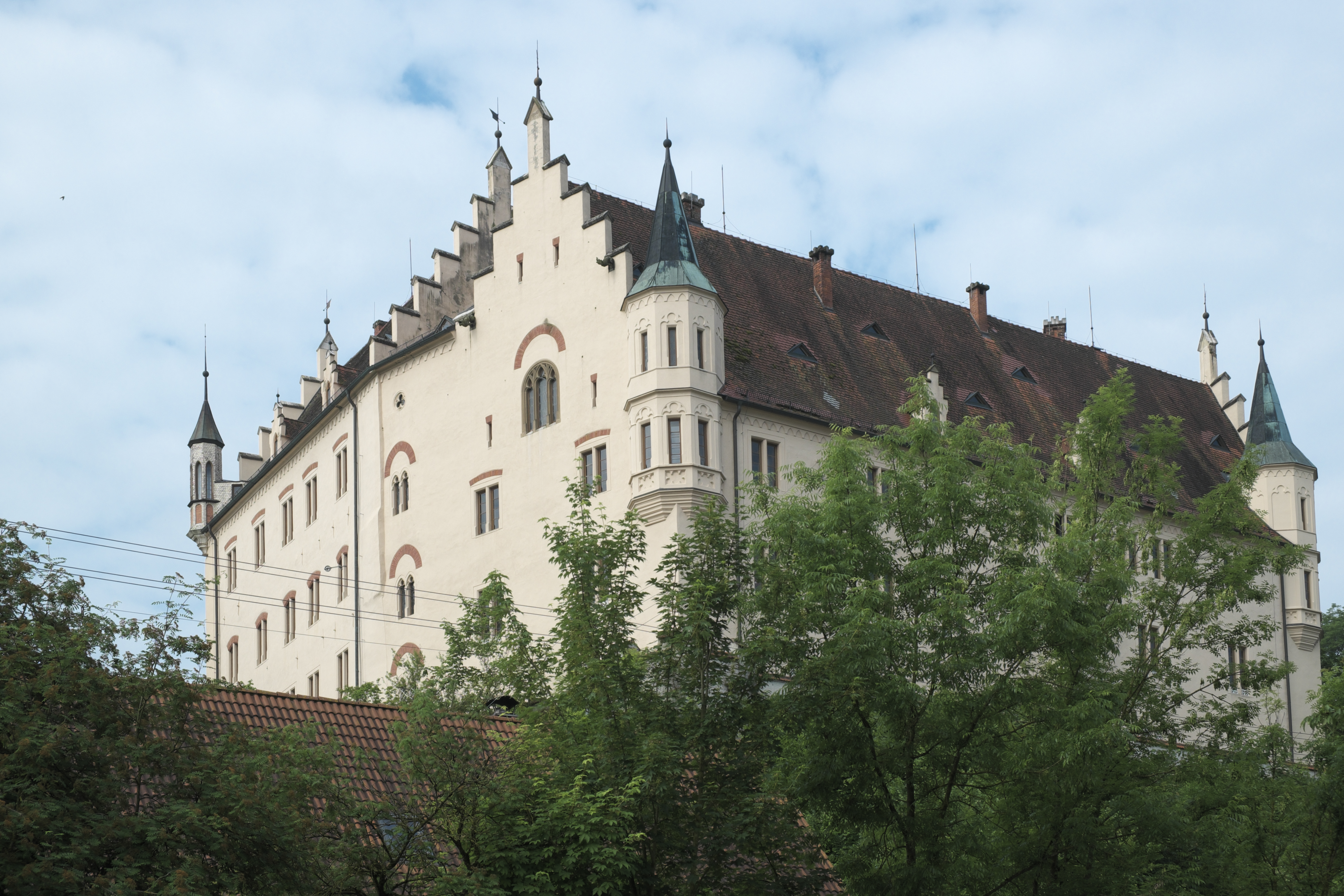
Schloss Haunsheim, Bayerisch-Schwaben
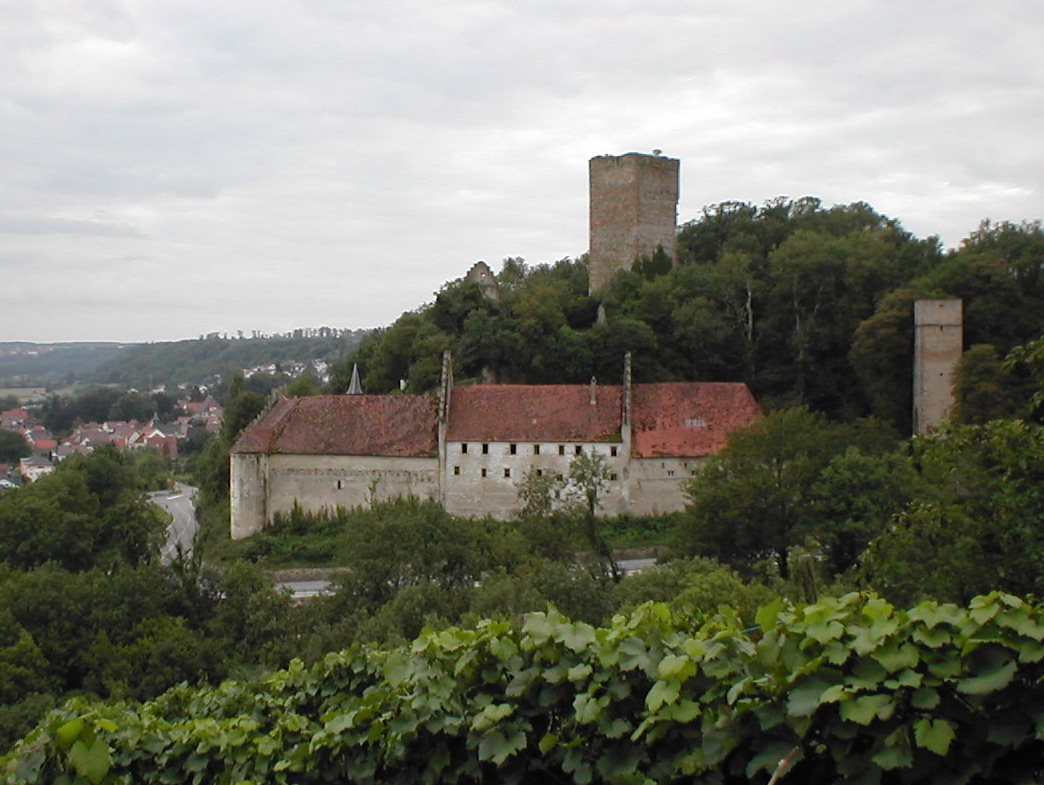
Burg Ehrenberg am Neckar
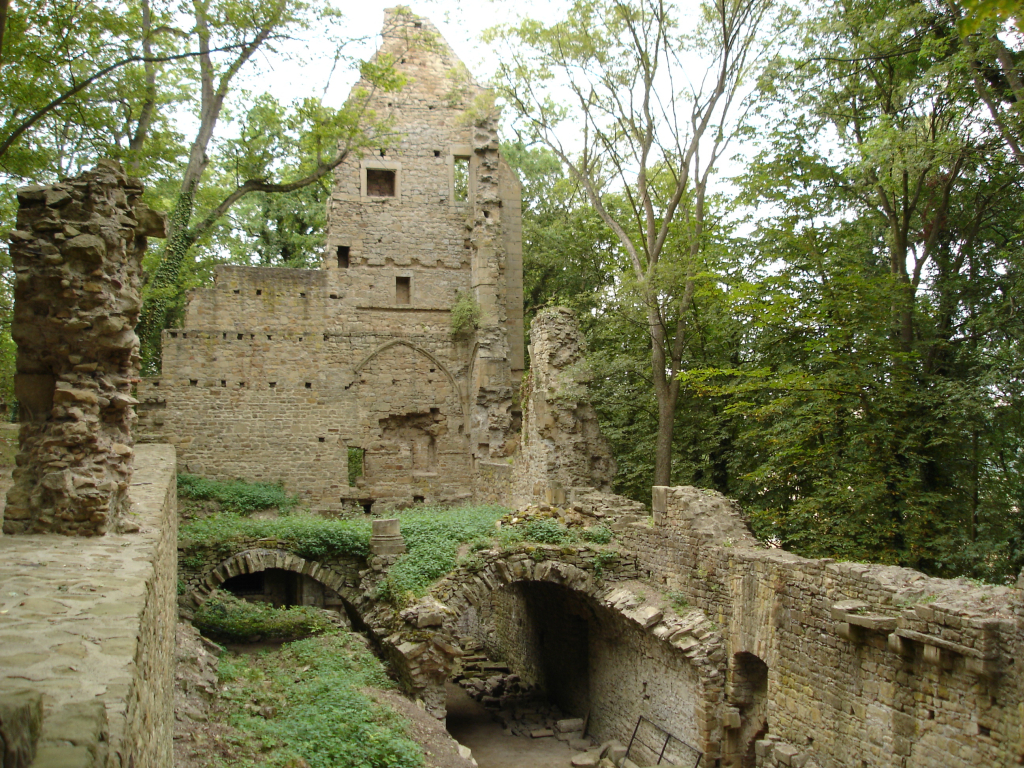
Ehemaliger Besitz Kloster Disibodenberg an der Nahe

Erweitertes Wappen von 1553

## Wappen
- Das Stammwappen zeigt in Rot den oberen Teil eines silbernen Esels. Auf dem Helm mit rot-silbernen Decken der Esel wachsend.
- Das Wappen von 1570 ist geviert und belegt mit einem goldenen Herzschild, darin ein feuerspeiender schwarzer Panther († von Perneck); die Felder 1 und 4 zeigen das Stammwappen, 2 und 3 in Rot einen silbernen Schrägrechtsbalken. Drei Helme: rechts der Stammhelm, der mittlere Helm über schwarz-goldenen Decken der gold gekrönte schwarze Panther, dessen Rücken mit fünf natürlichen Pfauenfedern besteckt ist († von Perneck), der linke Helm mit rot-silbernen Decken zwei von Silber über Rot übereck geteilte Büffelhörner.

## Bedeutende Angehörige

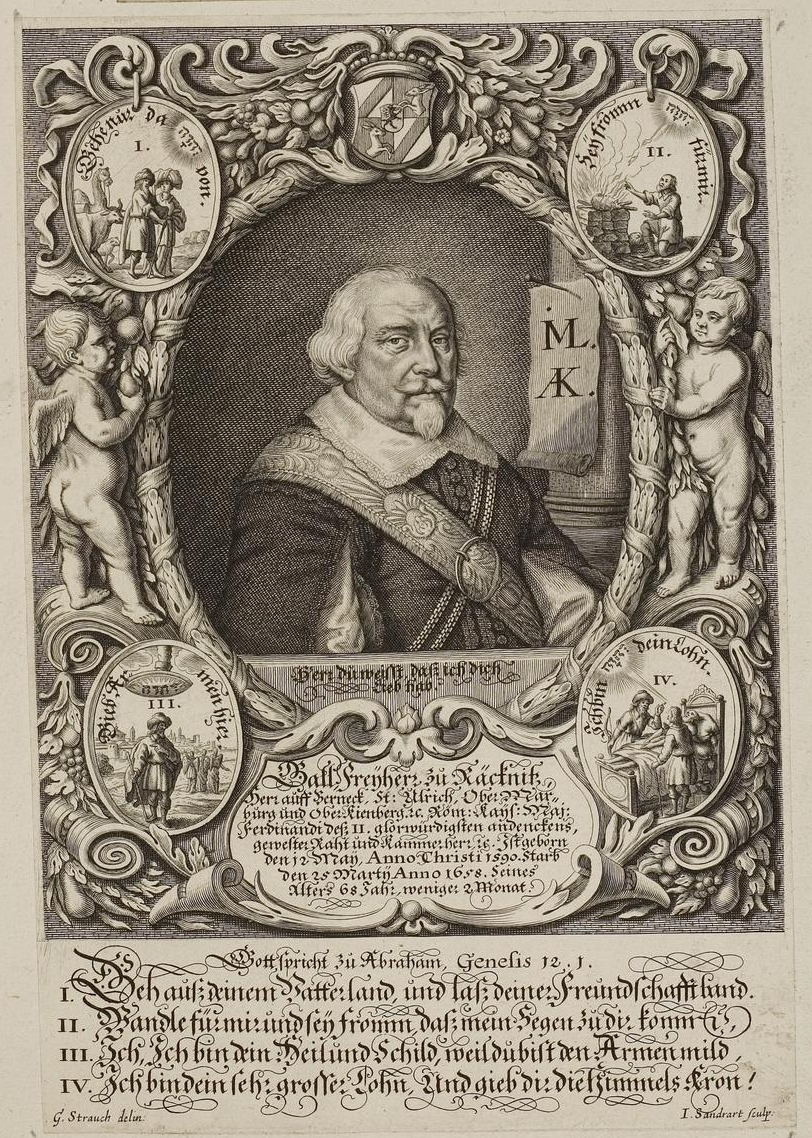
Gallus von Racknitz (1590–1658), kaiserlicher Rat und Kammerherr, Staatsminister

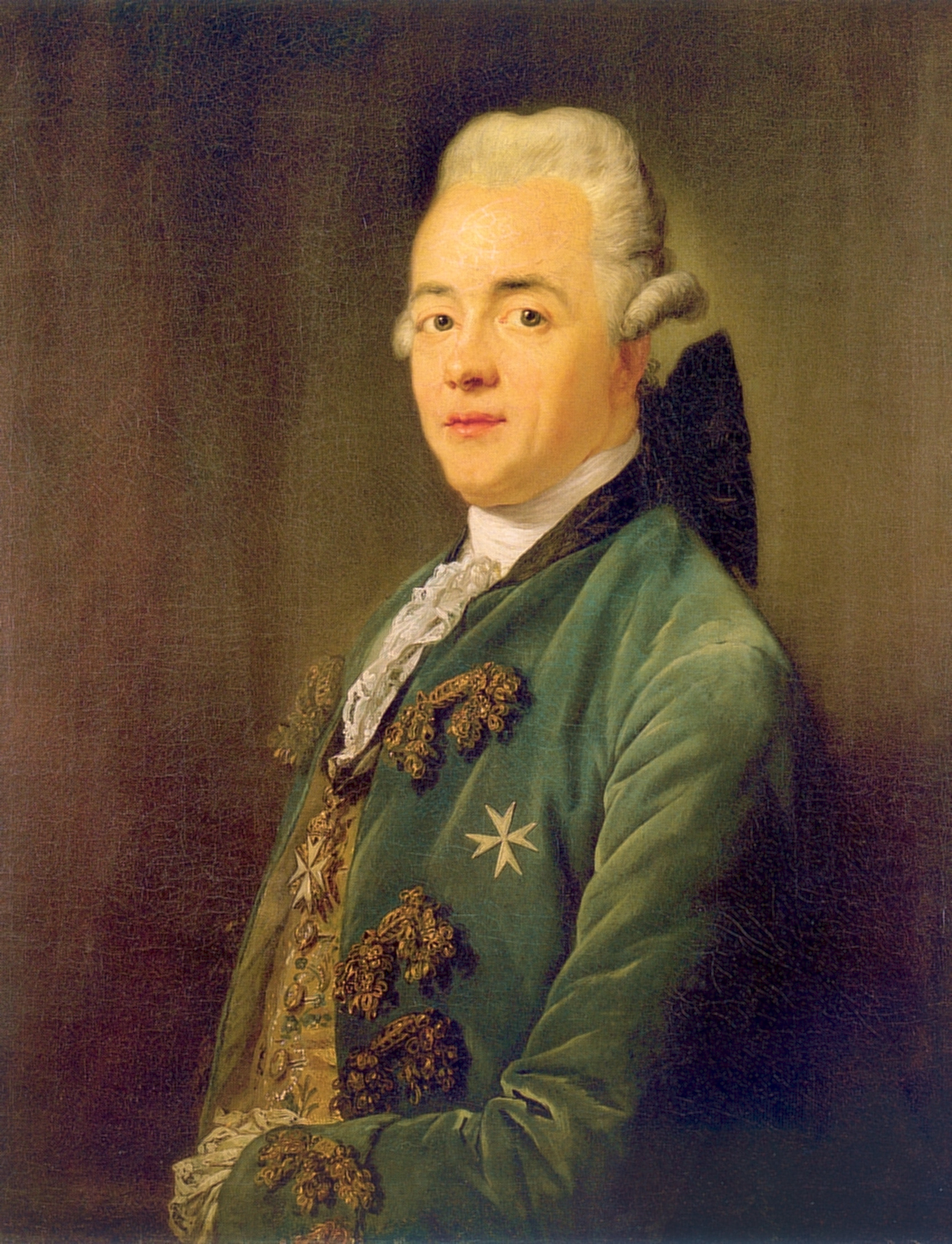
Joseph Friedrich von Racknitz, Hofmarschall in Dresden

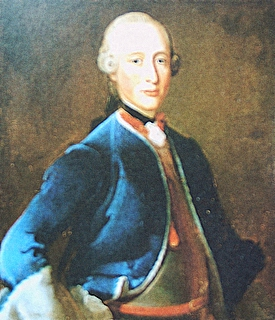
Johann Gustav von Racknitz (1727–1764), württ. Hofmarschall

Marianne, geb. von Adelsheim, Frau von Johann Gustav

- Gallus Freiherr von Racknitz (* 12. März oder 12. Mai 1590; † 25. März 1658 in Nürnberg) studierte in Leipzig und war Begleiter Ferdinands II. bei der Kaiserwahl in Frankfurt 1619, wodurch er zum Rat und Kammerherrn ernannt wurde. Als Protestant musste er 1629 Österreich verlassen und siedelte sich in Regensburg an, später in Nürnberg. In späten Jahren hat er die Sammlung von 45 Kirchenliedern „Herz- und Seelenmusik“ veröffentlicht.
- Gallus Maximilian von Racknitz (1711–1758)
- Joseph Friedrich Freiherr von Racknitz (* 3. November 1744 in Dresden; † 10. April 1818 ebenda) war Hofmarschall in Dresden und enttarnte in einer Schrift von 1789 den so genannten Schachtürken. Er besaß darüber hinaus eine bedeutende Mineralien- und Insektensammlung mit über 5.000 Exponaten, die 1805 vom sächsischen Landesmuseum aufgekauft wurde und bis heute Teil der Schatzkammer Museum im Dresdner Zwinger ist. Autor einer Skizze einer Geschichte der Künste besonders der Malerei in Sachsen, Walther’sche Hofbuchhandlung, Dresden, 1811 (online, SLUB Dresden). (online, NDB).
- Elisabeth Luise Freiin von Racknitz (1732–1757) heiratete August Christoph von Degenfeld-Schomburg.
- Carl Friedrich Freiherr von Racknitz (* 11. Juni 1756; † 25. November 1819) war königlich bayerischer Kämmerer und begründete mit Charlotte Luise von Wacks (1765–1827) die Linie der Freiherren von Racknitz in Baden.
- Eugen Freiherr von Racknitz (* 1. September 1759 in Ludwigsburg; † 13. Juni 1815 in Haunsheim) war von 1781 bis 1788 und nochmals ab 1801 mit Karoline Gräfin von Löwenstein-Wertheim (1754–1830) verheiratet. Die Hochzeit 1781 fand in Wertheim, die Wiederverheiratung 1801 in Heinsheim statt. Dazwischen war er mit Sophia Luisa Freiin von Woellwarth (1770–1800) verheiratet. Zudem hatte er noch zwei uneheliche Kinder, von denen das eine, Johannes Freiherr von Racknitz, die erste deutsche Kolonie in Mexiko (Tamaulipas) gründete. Eugen Freiherr von Racknitz war der Stammvater der Freiherren von Racknitz in Württemberg.
- Carl Freiherr von Racknitz (* 11. November 1783; † 7. April 1868) plante den 1810 angelegten Schlossgarten in Heinsheim.
- Karl Freiherr von Racknitz (* 29. Juni 1827 in Ziegelhausen; † 1905), seit 1860 verheiratet mit Sophie Emma Auguste Freiin von Gemmingen-Guttenberg (einer Tochter des Karl Weiprecht Reinhard von Gemmingen), war Grundherr zu Heinsheim und von 1887 bis 1894 Mitglied der Ersten Kammer der Badischen Ständeversammlung.
- Karl Freiherr von Racknitz (* 4. November 1871 in Heinsheim; † 25. Oktober 1944 in Bad Rappenau), seit 1915 verheiratet mit Caroline Freiin Göler von Ravensburg, war Kgl. preuß. Major im 1. Bad. Leib-Dragoner-Regiment 20 zu Karlsruhe und Ordonnanzoffizier des Prinzen Maximilian von Baden.
- Hans-Lothar Freiherr von Racknitz (* 1925 in Heinsheim; † 2005) war Besitzer der Klosterruine Disibodenberg in Odernheim am Glan, die 1989 in Stiftungsbesitz überführt wurde. Luise Freifrau von Racknitz-Adams und Matthias Adams bauten seit 2003 das Weingut der Familie wieder auf, das sich seit 200 Jahren in Familienbesitz befand und dessen Weinberge sich unter anderem rund um die Klosterruine Disibodenberg befanden. Das Weingut wurde 2015 aufgelöst.

## Bildergalerie

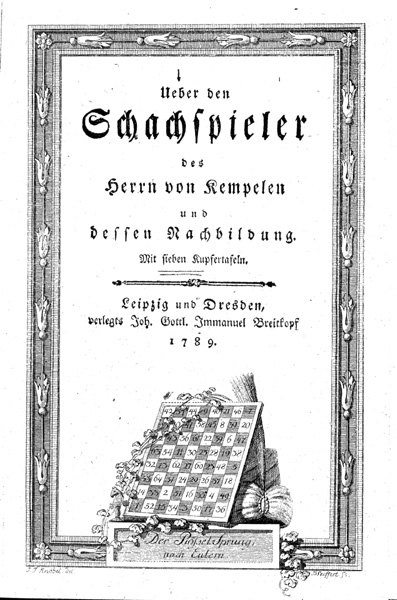
Schrift von Joseph Friedrich Freiherr von Racknitz
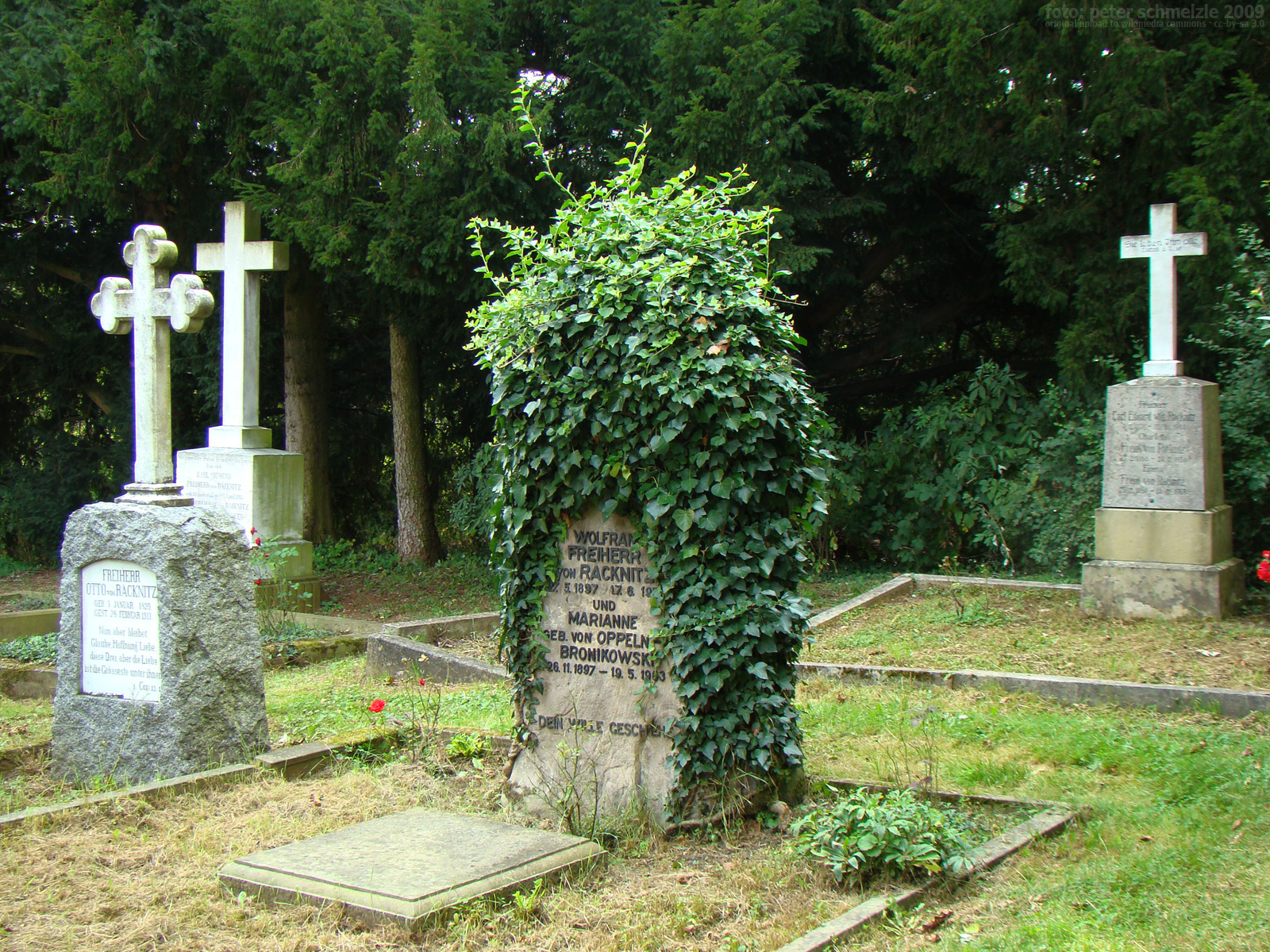
Racknitz-Grabanlage an der Bergkirche Heinsheim
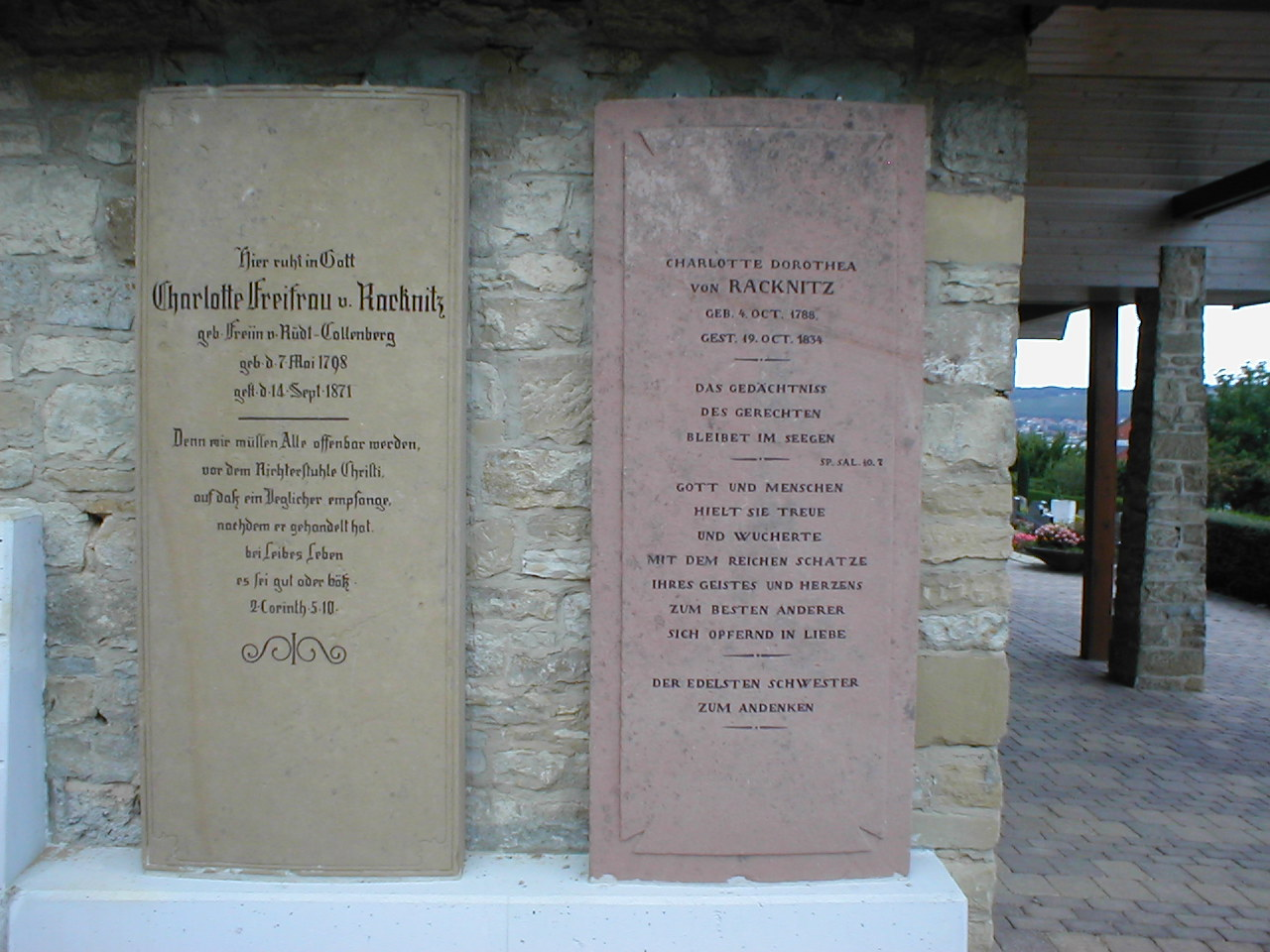
Racknitz-Epitaphe an der Friedhofskapelle Heinsheim
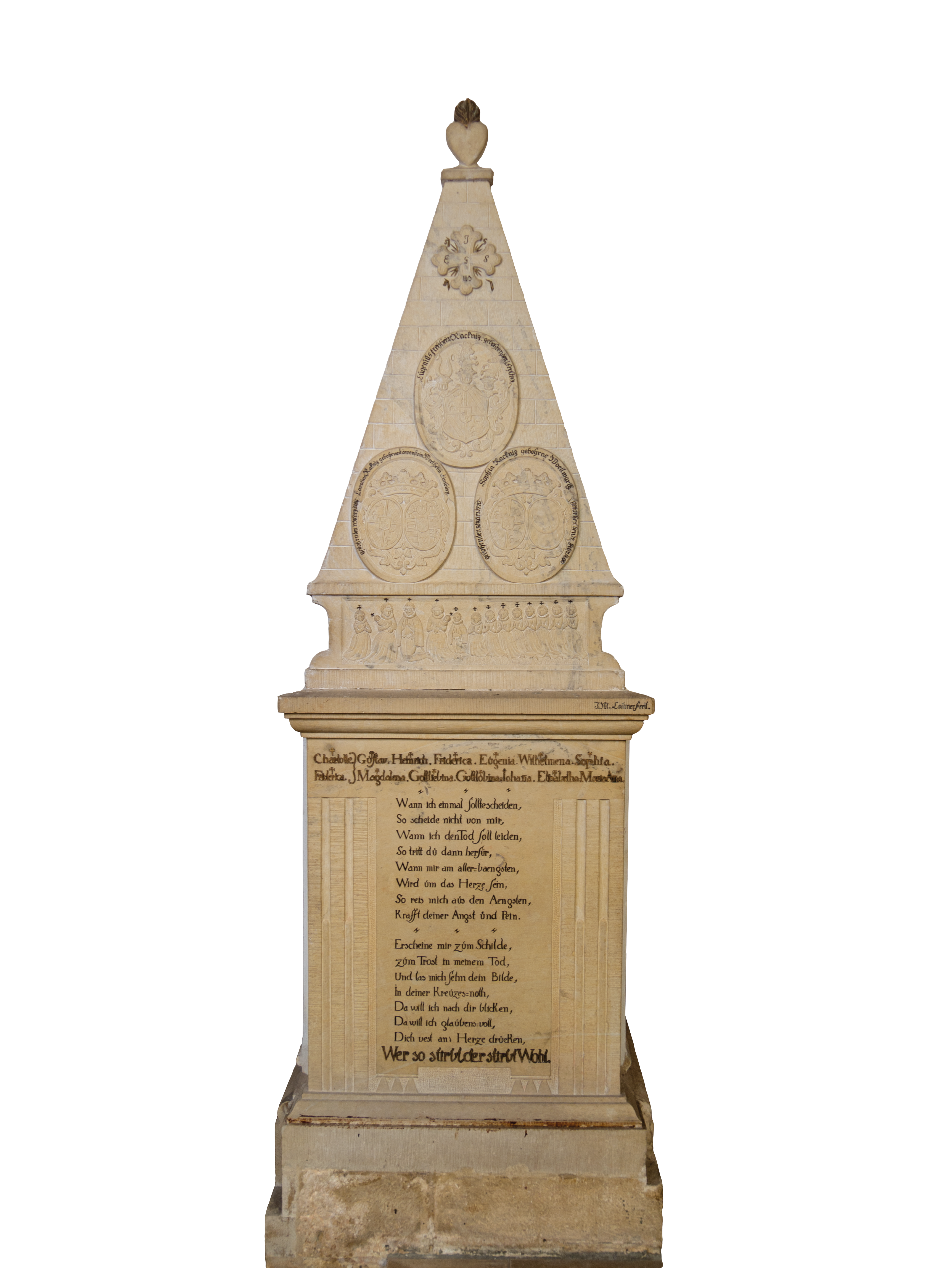
Epitaph des Eugen von Racknitz (1759–13.06.1815) und seiner beiden Frauen in der Haunsheimer Dreifaltigkeitskirche.